# 巨勢典子
巨勢 典子（こせ のりこ）は、日本の作曲家、ピアニスト。

## 経歴
島根県大田市出身。大学で音楽専攻後、イギリス・ドイツを中心に世界各国でコンサート活動を行う。また国内でも全国各地で演奏活動を行う。
2002年、サンシャインシティ噴水広場で開催された「同時多発テロから1年。追悼と平和への祈り」のチャリティイベントにおいて、テーマ曲「Peace on Earth」を発表。
2005年NHKスペシャル『絶滅から救えるか　伝説のアムールヒョウ〜ロシア沿海地方の森』（52分）の音楽制作を手がける。
2009年公開の映画『私の叙情的な時代』（任書剣監督作品）の音楽を担当。この映画は『第31回ぴあフィルムフェスティバル』で技術賞（IMAGICA賞） 企画賞（TBS賞）をダブル受賞。
2012年よりNHK BSプレミアム『ニッポンの里山 〜ふるさとの絶景に出会う旅〜』のオリジナルサウンドトラックに参加。
これまでにテレビ、CM、環境ビデオ等の挿入曲として、またプラネタリウム等でも取り上げられている。
一方、歌の楽曲提供も手がける他、ソニー・ミュージックレコーズよりリリースのコンピレーション・アルバム『東風』にも参加。
また、アルバム『この道の向こうに』に収録されている「I miss You」はNujabesの「reflection eternal」のサンプリング音源としてフィーチャーされた。
2017年7月 オリジナル・アルバム18枚、コンピレーション・アルバム5枚を発表。オリジナル曲を180曲以上リリースしている。
2017年8月 千葉市民創作ミュージカル「夜空に咲く夢」（演出・脚本　小笠原響）楽曲提供。
2021年3月　ちばミュージカルアカデミー　第3回定期公演「My Name is Love」(演出・脚本　丸山大介)　楽曲提供。

## ディスコグラフィ

### オリジナル・アルバム
- 2019年：『sonority』
- 2018年：『innocent』
- 2017年：『季節風』
- 2017年：『I Miss You KOSE NORIKO』
- 2016年：『the moment』
- 2014年：『時の窓辺』
- 2013年：『the colors of water』with永井朋生
- 2012年：『pure song』
- 2011年：『萌し〜きざし〜』
- 2010年：『birth』
- 2007年：『石見銀山』
- 2006年：『forest』
- 2005年：『ララバイ』
- 2004年：『風の道』
- 2003年：『さかさま時計』
- 2002年：『空からのおくりもの』
- 2002年：『Peace on Earth』
- 2001年：『風の記憶』
- 2000年：『この道の向こうに』
- 1998年：『toki（とき）』
- 1996年：『Nature』

### コンピレーション・アルバム
- 2014年：『ニッポンの里山　〜里山　夏休み〜』
- 2012年：『ニッポンの里山　〜ふるさとの絶景に出会う旅〜』
- 2011年：『PIANO IS BEAUTIFUL』
- 2010年：『素晴らしきメランコリーの世界 ピアノ&クラシカル・アンビエンス』
- 2002年：『東風』（ソニー・ミュージックレコーズ）

### その他の作品
- 2021年：ちばミュージカルアカデミー第3回定期公演「My Name is Love」作曲・演奏参画
- 2017年：千葉市民創作ミュージカル「夜空に咲く夢」に作曲者として参画
- 2009年：映画『私の叙情的な時代』全挿入曲
- 2006年：『マカマカの地球歩き〜マカマカ ロシアへ行く』

## 音楽活動（主なコンサート）
2015年
- 5月24日：『里山だより　べに花ふるさと館に光る風』(桶川 べに花ふるさと館r)
- 4月15日：『〜とびら〜』(渋谷 latelier-ラトリエ)
- 4月12日：『NHKニッポンの里山コンサート〜霞薫る風に誘われて〜』(葉月ホールハウス)
- 3月7日：『「里山コンサート」世界農業遺産「能登の里山里海」』(松本記念音楽迎賓館)

2014年
- 11月22日：『巨勢典子（pf）&永井朋生（per）LIVE』(島根県出雲市 アクティひかわ)
- 11月16日：『【巨勢典子&山崎箜山ライブ】 in 小倉』(ケイトミュージック)
- 11月15日：『【巨勢典子&山崎箜山ライブ】 in 福岡』(もも庵)
- 11月14日：『【巨勢典子&山崎箜山ライブ】 in 小倉』(オレンジハート)
- 8月28日： 『「時の窓辺」リリース記念ライブ』(渋谷 latelier-ラトリエ)
- 4月24日： 『〜響き〜 』(渋谷 latelier-ラトリエ)
- 3月16日：『「里山コンサート」〜ようこそ里山へ・能登の里山里海への誘い〜』(NHK文化センター青山)

2013年
- 11月24日：『【the colors of water】 in 和歌山』(ギャラリー・カフェ　モーク)
- 11月22日：『【the colors of water】 in 大田』(大田市民会館大ホールステージ)
- 11月19日：『【巨勢典子&山崎箜山ライブ】 in 福岡』(もも庵)
- 11月18日：『【巨勢典子&山崎箜山ライブ】 in 小倉』(オレンジハート)
- 11月4日：『「ニッポンの里山」トーク&ライブ in 長岡』(朝日酒造エントランスホール)
- 11月3日：『「ニッポンの里山」〜収穫が結ぶ、山と街とひとの心〜』(中軽井沢図書館)
- 9月11日：『巨勢典子（pf）&山崎箜山（尺八）LIVE〜夏のおもひで〜』(渋谷松涛サロン)
- 6月29日：『巨勢典子（pf）&永井朋生（per）LIVE〜the colors of water〜』(渋谷公園通りクラシックス)

2012年
- 11月9日：『巨勢典子（pf）&永井朋生（per）LIVE〜よるとうみ〜』(渋谷公園通りクラシックス)
- 11月3日：『軽井沢の里〜晩秋の夕暮れ演奏会・「NHK BSプレミアム『ニッポンの里山』CD制作記念」』(軽井沢朗読館)
- 8月23日： 『ホテルオークラ新潟 ロビーコンサート』(ホテルオークラ新潟)
- 7月8日： 『巨勢典子ピアノライブ』ゲスト奈良大介 (渋谷公園通りクラシックス)
- 6月17日： 『「pure song」リリースライブ』 (酒田市民会館希望ホール)
- 6月16日： 『「pure song」リリースライブ』 (鶴岡・花うさぎ)
- 4月27日： 『2012「象の日」チャリティーライブ』 (NPO法人トラ・ゾウ保護基金)
- 3月24日： 『「pure song」リリースライブ』 (島根県悠邑ふるさと会館マルチホール)
- 1月22日： 『「pure song」リリースライブ』 (渋谷松涛サロン)

2011年
- 9月15日： 『海　美　 u m i』ゲスト奈良大介 (渋谷公園通りクラシックス)
- 8月9日： 『風月夜 in 北九州・福岡』 with 山崎箜山 (北九州 ケイトミュージック)
- 8月8日： 『風月夜 in 北九州・福岡』 with 山崎箜山 (福岡 もも庵)
- 8月6日： 『風月夜 in 北九州・福岡』 with 山崎箜山 (北九州 オレンジハート)
- 7月23日： 『ホテルオークラ新潟 ロビーコンサート』(ホテルオークラ新潟)
- 6月4日： 『巨勢典子ピアノライブ　in 鶴岡』 (鶴岡市大山　欅ホー)
- 6月2日： 『〜風月夜〜』ゲスト山崎箜山 (尺八) (渋谷公園通りクラシックス)
- 4月2日： 『土曜サロン in アクティー』 (島根アクティーひかわ)
- 3月25日： 『東京うさぎ』（ジョグジャカルタ）
- 3月15日： 『〜萌し〜 きざし〜 祈りのコンサート』12thアルバムリリース (渋谷公園通りクラシックス)
- 1月30日： 『オープニングライブ』 (モンゴル、ウランバートル)
- 1月29日： 『オープニングライブ』 (モンゴル、ウランバートル)

2010年
- 12月16日： 『ありがとうの音』 (渋谷公園通りクラシックス)
- 11月28日： 『山形ツアー』 (あつみ温泉　足湯カフェ チット・モッシェ)
- 11月27日： 『山形ツアー』 (和雑貨＆茶房　花うさぎ)
- 11月26日： 『山形ツアー』 (新庄レキシントンホール)
- 11月19日： 『〜 birth 〜』　ゲスト：奈良大介 (大田市民会館)
- 10月22日： 『〜音の香り 記憶の香り〜』共演:橋本文夫(ワインソムリエ) (白龍館)
- 10月3日： 『O[ou]　プレゼンツ』 (四谷天窓comfort)
- 7月25日： 『こころの歌 こころの音』 with 岡田　静(Voc) (ZINC　雷門)
- 7月7日： 『S O L A』ゲスト：奈良大介 (渋谷公園通りクラシックス)
- 5月19日： 『birth』 (CHERRY JAM)
- 4月21日： 『春風に抱かれて』 (渋谷公園通りクラシックス)
- 3月24日： 『朗読家 原きよ と ピアノ詩人 巨勢典子 のゆっとりタイム』 (西荻窪　「TOPOS」)
- 1月26日： 『birth』 (渋谷公園通りクラシックス)
- 1月23日： 『ロビーコンサート』 (ホテルオークラ新潟)

2009年
- 10月11日： 『満天の星空から降りてくる音の中で』 (島根県立三瓶自然館サヒメル)
- 9月9日： 『I miss You から　私の叙情的な時代まで』 (アコスタジオ)
- 7月24日： 『【響】Hibiki〜いまここにあるものたちと〜』 (南青山MANDALA)
- 7月8日： 『七夕の風に思いを馳せて』 (渋谷公園通りクラシックス)
- 6月23日： 『ホテルオークラ新潟 ロビーコンサート』(ホテルオークラ新潟)
- 6月11日： Live in 白河 (山形県 「櫻茶屋 白河」)
- 6月7日： 『初夏の宵に思うこと』 (CHERRY JAM)
- 6月3日： 『緑風薫る宵のen』 (金沢市民芸術村)
- 1月30日： 『冬の夜の独り語り』 (渋谷公園通りクラシックス)
- 1月21日： 『ライブ』 （ジョグジャカルタ）

2008年
- 11月27日： 『移ろいゆく時の中で』 (韓国ソウル)
- 11月20日： 『悠久の風にいだかれて』 (大田市民会館)
- 9月18日： 『移ろいゆく時の中で』 (渋谷公園通りクラシックス)
- 7月9日： 『ピアノの森vol.9〜悠久の鼓動にいだかれて〜』 (原宿アコスタジオ)
- 6月15日： 『山形ツアー』 (あつみ温泉：チットモッシェ)
- 6月14日： 『山形ツアー』 (鶴岡市：欅ホール)
- 6月13日： 『山形ツアー』 (新庄市：信金レキシントンホール)
- 6月11日： 『山形ツアー』 (肘折温泉：いでゆ館)
- 6月10日： 『山形ツアー』 (赤倉温泉：湯治舎)
- 6月8日： 『山形ツアー』 (志津温泉：変若水の湯つたや)
- 6月7日： 『山形ツアー』 (山形市：サンセットスタジオ)
- 6月6日： 『山形ツアー』 (上山温泉：名月荘お蔵)
- 3月21日： 『いつか再び-赤城カフェ・ラストライブ』 (赤城カフェ)
- 3月7日： 『石見銀山浪漫』 (大阪市 Flamingo the Arusha)
- 2月28日： 『石見銀山浪漫』 (アコスタジオ)

2007年
- 12月15日： 『移ろいゆく季節の中で』 (赤城カフェ)
- 12月7日： 『Live 紲〜Kizzna〜』 (morph-tokyo)
- 11月24日： 『カゼノクニ』 (山崎真理子宅ホール)
- 11月22日： 『石見銀山浪漫』 (大田市民会館)
- 11月17日： 『秋の夜長のピアノ語り』 (赤城カフェ)
- 9月7日： 『夏の終わり・秋の訪れ』 (赤城カフェ)
- 7月7日： 『ピアノの森　vol.7月〜祭〜』 (原宿アコスタジオ)
- 5月20日： 『〜今、できること。〜ゲスト岡田静』 (赤城カフェ)
- 3月23日： 『移ろいゆく季節の中で』 (赤城カフェ)

2006年
- 12月21日： 『LIVE at 赤城カフェ』 (赤城カフェ)
- 11月27日： 『ピアノの森 vol.6v ニューアルバムリリース & コンサート』 (アコスタジオ)
- 11月24日： 『ピアノの森 vol.6v  ニューアルバムリリース & コンサート』 (大田市民会館)
- 10月14日： 『アムールヒョウ写真展 & ミニ・コンサート』 (丸の内さえずり館)
- 9月29日： 『LIVE at 赤城カフェ』 (赤城カフェ)
- 9月1日： 『Live at OLD　I MARI』 (OLD　I MARI)
- 7月15日： 『LIVE at 赤城カフェ』 (赤城カフェ)
- 6月23日： 『ピアノの森vol.5 〜カ ゼ ノ ク ニ〜自然を奏でるアーティスト達との響宴』 (アコスタジオ)
- 2月25日： 『ピアノの森vol.4 雪の夜の物語』 (アコスタジオ)

1996年〜2005年
- 2005年11月26日： 『ピアノの森　Vol.3〜ララバイ〜』 (アコスタジオ)
- 2005年7月30日： 『ピアノの森Vol.2〜海の記憶がよみがえるとき〜』 (アコスタジオ)
- 2005年4月24日： 『ピアノの森〜春風と光の歌が聞こえる〜』 (アコスタジオ)
- 2005年： 『ライブ』（ジョグジャカルタ）
- 2004年7月9日： 『風の道』 (ムジカーザ)
- 2003年12月12日： 『〜さかさま時計〜』 (東京オペラシティ)
- 2002年12月11日： 『〜空からのおくりもの〜』 (東京オペラシティ)
- 2002年9月11日： 『Peace on Earth』 (サンシャインシティ)
- 2002年8月31日： 『Nature+ring Concert （Planet  Love）』 (六本木プリンスホテル（ムーングロウ）)
- 2002年7月3日： 『〜ただ、そのままで〜』 (ヤエスホール)
- 2001年10月11日： 『風の記憶　〜そっと紡ぎ出された音の心象〜』 (東京オペラシティ)
- 2001年7月6日： 『羽澤ガーデン』
- 2001年4月9日： 『羽澤ガーデン』
- 2000年5月14日： 『東京オペラシティ』
- 2000年2月24日： 『この道の向こうに』ゲスト谷野響子(Vn) (東京オペラシティ)
- 1999年11月18日： 『toki (とき)』 (榎坂スタジオ)
- 1998年： 『toki (とき)』 （池袋芸術劇場）
- 1997年： 『文京シビックホール』
- 1996年： 『Nature（1stアルバム）』 （下北沢タウンホール）

## 楽曲提供活動
- 2024年： ヒプノシスマイク-Division Rap Battle- 夢野幻太郎(斉藤壮馬)『うそ』作曲
- 2012年： NHK BSプレミアム『ニッポンの里山 ふるさとの絶景に出会う旅』劇中伴奏曲提供（一部書き下ろし）
- 2009年： 映画『私の叙情的な時代』全挿入曲（書き下ろし）
- 2005年： NHKスペシャル、ハイビジョンスペシャル『絶滅から救えるか　伝説のアムールヒョウ』テーマ曲&劇中伴奏曲提供（書き下ろし）

## 関連人物
- 谷野響子,山崎箜山,奈良大介,ジョー奥田,Nujabes,岡田静,永井朋生